# Ethel Shakespear
Pour les articles homonymes, voir Shakespear.
Ethel Mary Reader Shakespear, née le 17 juillet 1871 et morte le 17 janvier 1946, est une géologue, fonctionnaire et philanthrope britannique.

## Biographie
Elle commence ses études au Bedford High School et obtient en 1895 un diplôme en sciences naturelles au Newnham College de Cambridge. 
En 1896, elle devient l'assistante de Charles Lapworth au Mason College (qui devint l'université de Birmingham) et commence la préparation de son œuvre la plus connue, British Graptolites, avec Gertrude Elles. Elle s'occupe particulièrement de l'illustration de cette monographie qui va devenir un ouvrage de référence dans le domaine de la paléontologie.
Elle publie par la suite d'autres ouvrages et est élue membre de la Société géologique de Londres en 1919. 
Elle reçoit la médaille Murchison pour son travail sur la monographie en 1920.
En 1906, elle obtient son doctorat à l'université de Birmingham et épouse peu de temps après Gilbert Arden Shakespear, professeur de physique à l'université qu'elle a rencontré à Cambridge. Ils n'ont qu'un seul enfant qui meurt en bas âge. 
Durant la Première Guerre mondiale, elle se met au service des militaires blessés à la suite des combats. 
Elle est par ailleurs secrétaire honoraire du comité chargé des pensions de guerre de Birmingham et siège au comité chargé de l'attribution des bourses rattaché au Ministry of Pensions and National Insurance (en) de 1917 à 1926. 
Elle est nommée juge de paix de Birmingham en 1922, spécialisée dans les affaires impliquant des enfants et des filles de la classe ouvrière. Elle s'occupe de rendre visite aux familles d’accueil et héberge elle-même de nombreuses femmes pauvres dans sa maison à Caldwell Hall, Upton Warren, Worcestershire.
Ethel Shakespear est nommée deux fois Dame commandeur de l'ordre de l'Empire britannique : en 1918 pour son travail durant la guerre et en 1920.
Elle meurt d'un cancer en 1946, à l'âge de 74 ans.

## Publications
- British Graptolites